# Wäinö Korhonen
Wäinö Korhonen   (Lesogorsky, 21 de desembre de 1926 - Lohja, 13 de desembre de 2018) fou un esportista finlandès que va competir durant les dècades de 1950 i 1960. Destacà en el pentatló modern, esgrima, natació i waterpolo.
El 1956 va prendre part en els Jocs Olímpics d'Estiu de Melbourne, on disputà dues proves del programa de pentatló modern. En ambdues, la competició per equips, junt a Olavi Mannonen i Berndt Katter, i la individual, guanyà la medalla de bronze. En aquests mateixos Jocs va disputar la prova l'espasa del programa d'esgrima, en la qual fou eliminat en la primera ronda.
En el seu palmarès també destaquen dues medalles de plata i una de bronze al Campionat del món de pentatló modern, així com el campionat nacional de 1954 i 1955. Fou escollit tres vegades el millor pentatleta finlandès, el 1954, 1957 i 1962.
El 2008 el Ministeri d'Educació de Finlàndia li va concedir el Premi Pro Sports.